# Manaf Suleymanov
Manaf Suleymanov (en azéri : Manaf Fərəc oğlu Süleymanov ; né le 3 mars 1912 à Lahidj et mort le 12 septembre 2001 à Bakou) est un écrivain, traducteur et historien azerbaïdjanais.

## Biographie
Manaf Suleymanov obtient le diplôme de l'Institut azerbaïdjanais du pétrole et de la chimie avec mention et  travaille à l'Institut azerbaïdjanais de l'industrie en tant que professeur assistant. En 1942, il termine son doctorat en géologie (en geologie et mineralogie). M. Suleymanov enseigne ensuite dans différentes universités azerbaïdjanaises.

## Activité littéraire
En plus de ses contributions académiques, Manaf Suleymanov est bien connu en Azerbaïdjan pour son travail littéraire. Il a écrit plusieurs romans acclamés. M. Suleymanov traduit de l'anglais en azerbaïdjanais des œuvres littéraires de Jack London, Somerset Maugham, O. Henry, John Steinbeck, Peter Abrahams et bien d'autres.
Manaf Suleymanov entreprend également des études historiques. Son célèbre livre Ce que j'ai entendu, ce que j'ai vu, ce que j'ai lu (Les jours passés en russe) reste l'un des meilleurs récits de l'histoire de Bakou au début du XXe siècle. Il étudie et publie des articles biographiques sur de nombreux magnats industriels azerbaïdjanais, magnats du pétrole et philanthropes tels que Zeynalabdin Taghiyev.Ses autres ouvrages historiques sont Lahidj. Ma patrie, mes années d'apprentissage.
En 1991, il reçoit le titre de maître d'art honorifique azerbaïdjanais en reconnaissance de sa grande contribution au développement des arts et de la littérature nationaux.